# Ali G
Ali G (nato Alistar Leslie Graham) è un personaggio immaginario creato e interpretato dall'attore e comico britannico Sacha Baron Cohen.
Il personaggio, che rappresenta la parodia di un fan dei rapper inglesi di origini giamaicane, venne creato nel 1998 e debuttò per la prima volta nel programma britannico The 11 O'Clock Show riscuotendo un successo enorme, tanto da ritrovarsi tra le mani la proposta di creazione di una sitcom tutta sua, il Da Ali G Show, la cui trasmissione cominciò nel 2000.
Le interviste con personaggi famosi, politici su tutti, divennero molto note anche a causa del fatto che gli intervistati non sapevano di avere a che fare con un personaggio comico. In un'intervista con David Letterman, Cohen spiegò la sua tecnica: si presentava alle interviste vestito da Ali G con in mano l'attrezzatura insieme ad un altro attore britannico molto fine e attraente; in questo modo gli intervistati erano indotti a credere che l'altro attore fosse l'intervistatore e Ali G un semplice tecnico. L'intervista invece veniva condotta proprio da Ali G, che poneva domande prive di senso.
Tra le personalità intervistate da Ali G figurano:
- Mohamed Al-Fayed, proprietario di Harrods
- l'ex ministro britannico Tony Benn
- l'astronauta Buzz Aldrin
- Jeremiah Baumann
- il calciatore David Beckham e la moglie, la cantante Victoria
- l'ex-Segretario di Stato James Baker
- il presidente dell'associazione agenti FBI John Sennett
- l'ex Segretario dell'ONU Boutros Boutros-Ghali
- l'ex ministro britannico Rhodes Boyson
- il politico statunitense Patrick "Pat" Buchanan
- Noam Chomsky, professore al MIT e linguista
- il futurologo Joseph Coates
- il cantante Gaz Coombes
- il cantante Jarvis Cocker
- il mago Paul Daniels
- il giornalista e veterano Sam Donaldson
- Daryl Gates, ex comandante del Los Angeles Police Department
- Newt Gingrich, ex portavoce della Camera dei Rappresentanti degli Stati Uniti
- lo scrittore John Gray
- il politico britannico Neil Hamilton
- l'evangelista e creazionista Kent Hovind
- Patricia Hylton, portavoce della National Rifle Association of America
- la pornodiva Jenna Jameson
- il chirurgo Charles Everett Koop, ex direttore della sanità pubblica statunitense
- lo scrittore e poeta James Lipton
- il senatore dello stato dell'Arizona John McCain
- l'amministratore delegato della Microsoft Georgi Mihaylov
- l'attivista e politico Ralph Nader
- il consigliere del Papa Edmund D. Pellegrino professore di bioetica alla Georgetown University
- l'ex direttore dell'FBI Thomas J. Pickard
- il presentatore televisivo Gail Porter
- la presentatrice Sally Jessy Raphaël
- il giornalista americano Andy Rooney
- Charles Schultze, ex consigliere della presidenza statunitense in materia di economia
- Brent Scowcroft, generale dell'aviazione statunitense ed ex consigliere generale in materia di sicurezza
- lo stilista Tomasz Starzewski
- Dick Thornburgh, ex-generale
- Christine Todd Whitman, ex governatrice del New Jersey e amministratrice dell'EPA
- l'imprenditore condannato Donald Trump
- l'ex direttore della CIA Stansfield Turner
- lo scrittore e saggista Gore Vidal
- il politico nord-irlandese Sammy Wilson
- i cestisti Charles Barkley, Kobe Bryant, Vince Carter, Tim Duncan, Robert Horry, Richard Jefferson, Steve Kerr, Reggie Miller, Steve Nash, Shaquille O'Neal, Kenny Smith, Dwyane Wade e Ben Wallace.

Nel 2002 Ali G è stato il protagonista del film Ali G Indahouse ed è apparso anche nel videoclip della canzone di Madonna Music e del singolo di Shaggy Me Julie.